# Tàu cá
Tàu cá (tàu khai thác thủy sản) là phương tiện thủy (tàu thủy) có lắp động cơ hoặc không lắp động cơ, bao gồm tàu đánh bắt nguồn lợi thủy sản, tàu hậu cần đánh bắt nguồn lợi thủy sản (gồm: tàu thăm dò, tìm kiếm, dẫn dụ nguồn lợi thủy sản, tàu vận chuyển thủy sản, sản phẩm thủy sản, trừ tàu chở thủy sản, sản phẩm thủy sản bằng công-ten-nơ).